# Era (banda)
Era es una banda de rock formada en 2005 en Lima, Perú.

## Historia
Iván, Sergio y Álvaro se reúnen por primera vez un 10 de septiembre de 2005. Iván, luego de la separación de “Indigo”, su banda anterior, había grabado un material con el productor José Eyzaguirre. Por otro lado, Álvaro y Sergio venía de tocar juntos hasta ese verano en “Afonía”. Ahora los tres estaban a punto de comenzar una nueva historia, en algún lugar de Miraflores, Lima. 
Por el contenido de las letras que refieren a los ciclos de creencias y mitos a través de la historia, la banda es bautizada con el nombre de “Era”. La disquera nacional TDV Media & Entertainment acepta la propuesta y edita el disco debut “Renacer” en diciembre. Así la banda comienza a tocar en el circuito de pubs limeños.
Para junio del 2006, graban su primer vídeoclip dirigido íntegramente por alumnos universitarios de la PUCP. El tema “En mi” comienza a ser escuchado a través de unas cuantas emisoras limeñas, y su inclusión en la programación de canales nacionales así como de MTV Latino, refuerza la permanencia de la banda en los medios. El tema se convierte en un rápido clásico de Era en cada concierto. HTV sería otra de las señales internacionales que difundirían el videoclip.
A la par, la banda continuó dando conciertos en su denominado Tour Renacer incluyendo pubs, universidades, programas de televisión dedicados al rock como el Jammin’, presentándose en espacios radiales y sonorizando miniseries de televisión. También participaron en concursos internacionales como el Nevolution, concurso auspiciado por la prestigiosa marca de consolas Neve y la cadena mundial de escuelas de sonido Sae. En este concurso quedaron entre las 8 bandas más votadas de más de 200 de todo el planeta. Parecida suerte corrieron en el International Songwriting Competition 2006 de Estados Unidos, quedando semifinalistas con la canción “Algo”, otra de las favoritas de sus seguidores. 
A fines del 2006, se comienza a delinear lo que sería el segundo disco de la banda. Nuevamente bajo la producción de José Eyzaguirre la banda selecciona 12 temas ahondando más en el estilo, esta vez ya con la total intervención de Álvaro y Sergio. El disco sería grabado la primera mitad del 2007.
Iniciando el año 2007, el videoclip de “En mi” nuevamente hace noticia al ganar los Premios “James”, entregados a las mejores producciones videográficas. Álvaro Escobar es incluido como endorsement en los catálogos mundiales de la marca de baterías Mapex. Luego, 4 temas de Era son incluidos como sonorización en el primer sitcom peruano, transmitido por un canal local.
Finalmente en agosto sale a la luz el disco “Ufocalipsis”, de la mano de la disquera TDV Media & Entertainment. El tema “Estelar” es elegido como single y su video, esta vez hecho por alumnos de la USMP, ingresa rápidamente a la programación de MTV Latino.
El álbum “Ufocalipsis” se presentó nuevamente en el programa de rock Jammin’ para días después ser presentado en un contundente concierto en la discoteca Vocé, uno de los sitios más renombrados de Lima por donde han pasado artistas de la talla de Andy Fletcher, Lucybell, Naked Eyes, Anything Box, Kreator, Ratones Paranoicos, etc. El evento fue cubierto por varios medios de prensa escrita, internet y de TV.
Actualmente la banda se prepara para una secuela de conciertos al interior del país.

## Discografía

### Discos de estudio
- Renacer (diciembre de 2005, TDV Media)
- Ufocalipsis (julio de 2007, TDV Media)